# Кириченко Микола Олександрович
Микола Олександрович Кириченко (нар. 12 грудня 1983, с. Вище Солоне, Борівський район, Харківська область) — український підприємець, аграрій. Народний депутат України 9-го скликання.

## Життєпис
У 2006 році закінчив Харківський національний аграрний університет ім. В. В. Докучаєва (факультет агрономія, спеціальність «Насіннєвий контроль»). Навчався у Національній академії державного управління при Президентові України (спеціальність «Публічне управління та адміністрування»).
З 2002 року — фізична особа-підприємець. З 2009 року — голова фермерського господарства «Кириченко М». З 2013 року — голова фермерського господарства «Юг». З 2013 року — директор приватного підприємства "Приватна агрофірма «Злагода».
Депутат Харківської обласної ради VII скликання від ВО «Батьківщина», секретар постійної комісії облради з питань екології, надзвичайних ситуацій і ліквідації їхніх наслідків. Відзначився тим, що прогулював сесії Харківської обласної ради.
Член Конкурсної комісії з передачі в оренду об'єктів спільної власності територіальних громад сіл, селищ, міст Харківської обласної державної адміністрації.
Кириченко є спонсором ТОВ "Футбольний клуб «Металіст 1925». Член Громадської організації «Чисте довкілля Борівщини».

### Парламентська діяльність
На парламентських виборах 2019 року був кандидатом у народні депутати України від партії «Слуга народу» № 53 у списку. На час виборів: фізична особа-підприємець, безпартійний. Проживає в с. Вище Солоне Борівського району Харківської області.
Обраний народним депутатом.
Член Комітету Верховної Ради з питань аграрної та земельної політики.

## Статки
- За 2019 рік задекларував найбільше із всіх депутатів нерухомості — 13,249 мільйонів квадратних метрів (або ж 13,249 квадратних кілометрів)[9] — це переважно земельні ділянки у Борівському районі Харківської області (всього 442 об'єкти).

## Нагороди
- Медаль «Трудова слава» за вагомий внесок у розвиток агропромислової галузі та високий професіоналізм[2],
- Медаль «Лідер національного бізнесу» за лідерство в аграрній галузі[2],
- Медаль «Святий Микола Чудотворець»[2],
- Медаль Міжнародної академії МАРТІС «Золота Фортуна»[2],
- Орден «За заслуги» III ступеня (17 листопада 2018) — за значний особистий внесок у розвиток агропромислового виробництва, вагомі трудові досягнення, багаторічну самовіддану працю та з нагоди Дня працівників сільського господарства[10].